# Гартонг, Андрей Андреевич
Андрей Андреевич Гартонг (Гартунг) (1800—1874) — русский военачальник, генерал-майор (1851).

## Биография
Родился 2 октября (по другим данным 20 мая) 1800 года.
Дата вступления в военную службу неизвестна.
Офицер — с 1819 года, генерал-майор с 6 декабря 1851 года.
В 1852 году — командир 2-й сапёрной бригады.
В 1859—1861 годах был комендантом крепости Замосце.
Умер 6 февраля 1874 года

## Награды
- Награждён орденом Св. Георгия 4-й степени (№ 8845; 1 февраля 1852)[1].
- Также награждён орденами Св. Владимира 4-й степени (1839), Св. Станислава 2-й степени (1845), Св. Анны 2-й степени (1848), Золотое оружие «За храбрость» (1850, за 35 лет военной службы), Императорская корона к ордену Св. Анны (1851).